# Campagna balcanica di Alessandro Magno
La campagna balcanica di Alessandro Magno, durata dalla primavera all'agosto del 335 a.C., fu il primo impegno militare di Alessandro Magno, divenuto re di Macedonia alla morte del padre Filippo II. Essa aveva lo scopo, prima dell'impegnativa campagna contro i Persiani, di sottomettere le popolazioni barbare insediate nei territori delle attuali Bulgaria, Romania, Macedonia del Nord e Albania. La campagna si chiuse con il successo macedone.

## Contesto

Regno di Macedonia nel 336 a.C.

Già il padre di Alessandro, Filippo II di Macedonia, aveva combattuto, in varie campagne nel nord-est, nord e nord-ovest della Macedonia, i popoli barbari confinanti dei Traci e degli Illiri e li aveva o sottomessi o resi inoffensivi attraverso opportuni trattati. Per la sua campagna del 338 a.C. contro i Persiani, che egli voleva intraprendere come Egemone (guida) della Lega di Corinto, doveva garantirsi la tranquillità sul fronte dell'entroterra europeo. A seguito della scarsa severità delle leggi dell'antica Grecia, l'assassinio di Filippo del 336 a.C. fece vacillare il suo sistema di alleanze. Dopo essere subentrato al defunto padre nel titolo di re della Macedonia, Alessandro si recò innanzitutto a Corinto, dove si fece confermare nuovo egemone della Lega dalle polis greche, tra cui anche Tebe e Atene, e nel contempo si accertò della continuità dell'efficacia del trattato relativo. A Corinto apprese infine dei movimenti di defezione da parte delle genti barbariche, per cui rientrò immediatamente in Macedonia e chiamò alle armi il suo esercito convocandolo nella città di Anfipoli.
Alessandro pensò di condurre il più presto possibile la sua campagna militare per impedire qualsiasi riorganizzazione dei barbari, per questo, alcuni storici come Alexander Demandt, rappresentano questa campagna come un'antica guerra lampo.

## Sviluppo

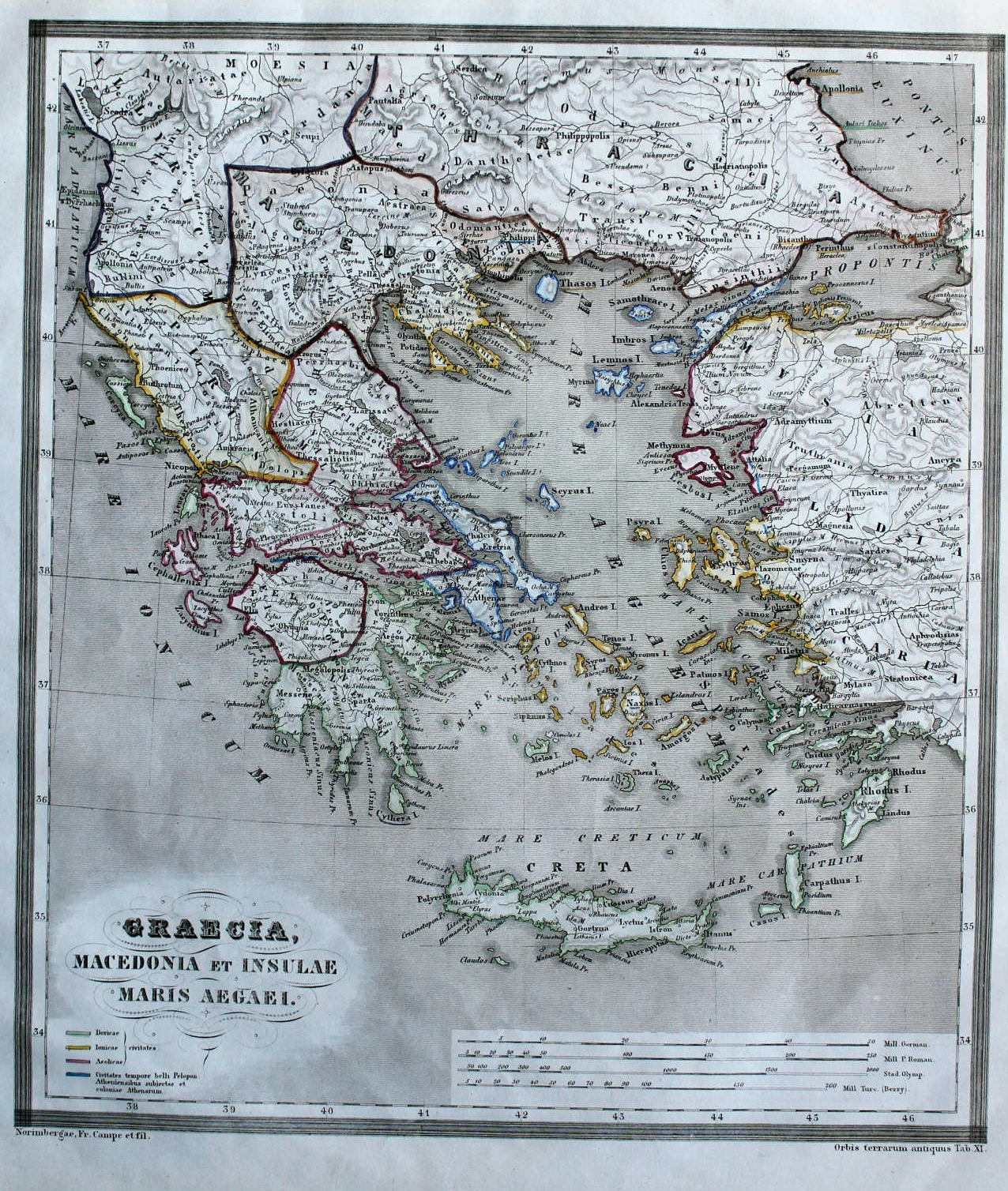
Mappa dei Balcani nell'antichità: Grecia, Macedonia, Tracia e Illiria

L'unico rapporto dettagliato sulla campagna dei Balcani fu redatto da Arriano (Anabasi di Alessandro 1, 1–5), che dopo alcune proprie dichiarazioni sfruttò le informazioni dalla Vita di Alessandro di Tolomeo I. Per Diodoro Siculo (Bibliothéke historiké 17, 8, 1–2) egli è degno di menzione solo in due frasi.

### Contro i Traci sui monti Haimos, la battaglia dei carri
Alessandro partì nella primavera del 335 a.C., non appena la stagione permise il raggruppamento del suo esercito ad Anfipoli. Egli pensava di portarsi dietro solo giovani, ancora inesperti combattenti, dovendo i veterani rimanere indietro per difendere la Macedonia, al comando dell'esperto generale Antipatro. La forza combattente dell'esercito di Alessandro consisteva di un numero di fanti tra i 15 000 e i 25 000 e circa 5 000 cavalieri. Alessandro ritenne di rivolgersi prima verso oriente contro i Traci. L'esercito marciò prima verso Filippopoli, ove si garantì le spalle dal monte Orbelos e poi raggiunse il fiume Mesta (in greco Νέστος?, Nestos), superando i contrafforti dei Monti Balcani (monte Haimos), impiegando non più di dieci giorni.

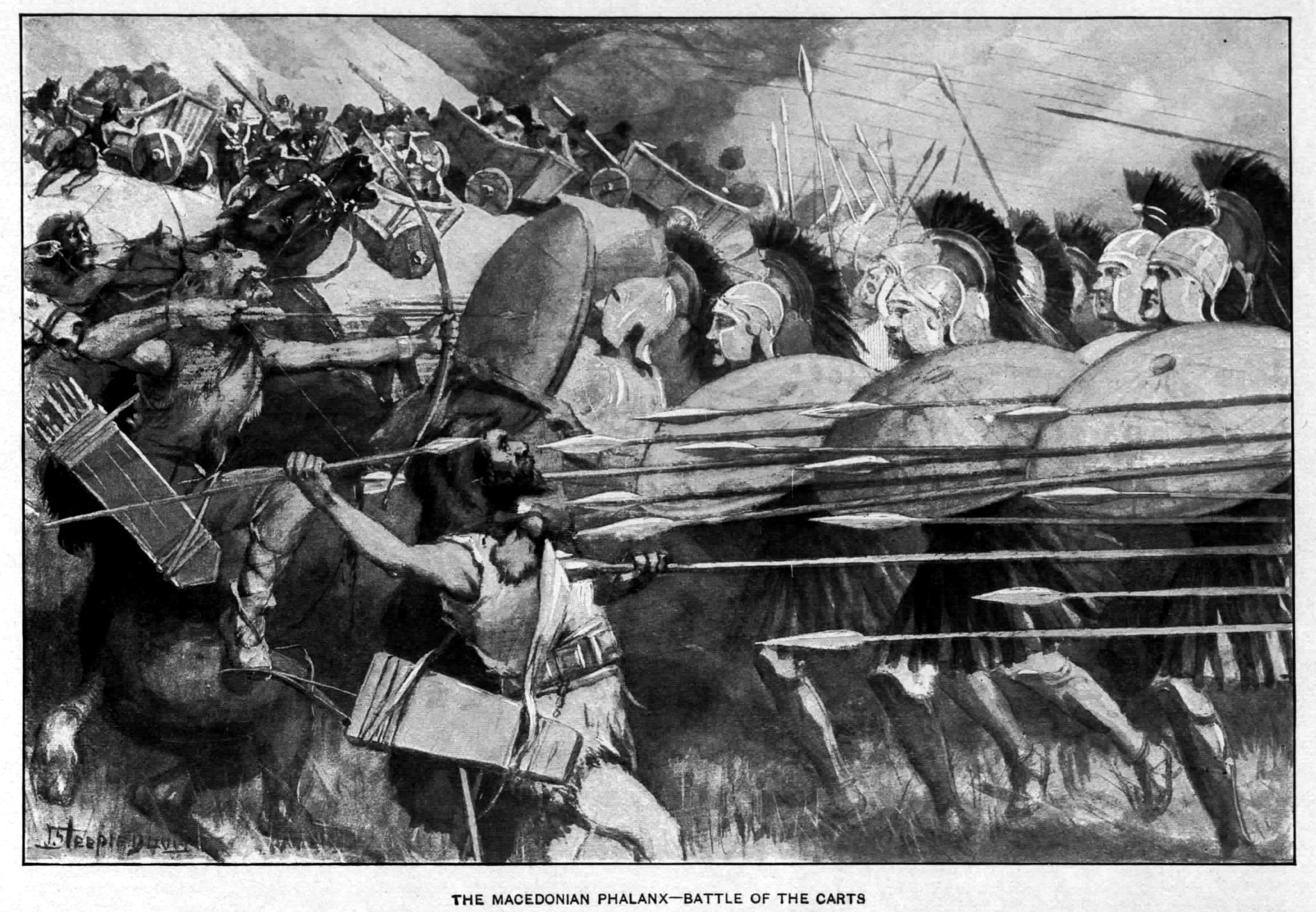
La falange macedone contrattacca sui Traci durante la battaglia dei carri sui monti Haimos

I Traci da parte loro avevano posizionato i loro combattenti sull'unico passo transitabile sul monte Haimos, probabilmente il passo di Šipka, dove essi ritenevano di poter fermare i Macedoni. Sul culmine del passo essi avevano piazzato i carri delle loro salmerie, che tuttavia non erano adatti ad un vero e proprio blocco, ma che, al contrario, dovevano essere fatti rotolare giù dal passo contro le compatte formazioni dei Macedoni in marcia. Alessandro aveva capito presto tutto ciò e ordinò alle sue falangi di aprire le loro schiere non appena avessero buttato giù i carri delle salmerie nemiche. I combattenti, che non erano stati svelti a scansarsi a lato, dovevano gettarsi a terra e rifugiarsi dietro i loro scudi, cosicché i carri potessero passare su di loro scavalcandoli. Secondo Arriano, con questa manovra non fu perso un solo soldato macedone. Dopo aver scampato questo pericolo, la falange riprese la sua formazione e proseguì la sua marcia in salita. Mentre gli arcieri marciavano innanzi al fronte e i Traci in attesa li sommergevano con una pioggia di frecce, Alessandro si era sistemato alla testa dei suoi ipaspisti (hypaspistes) sul fianco sinistro della falange. Appena i Macedoni e i Traci infine si scontrarono, egli poté aprirsi un varco nel fianco dei nemici e colpirli. Circa 1 500 Traci rimasero sul campo, più ancora furono i figli e le mogli dei medesimi presenti catturati e deportati nel sud per essere venduti come schiavi.

### Contro i Triballi sul Rositsa

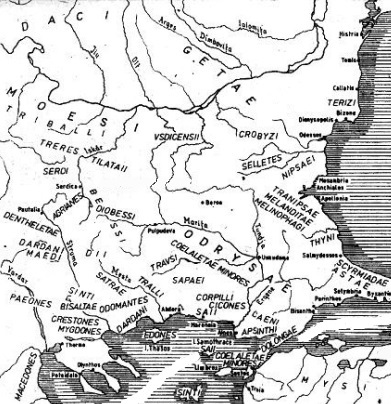
Triballi e Geti

Dopo che Alessandro era riuscito a passare il monte Haimos verso nord, gli si presentarono come i prossimi nemici i Triballi, il cui re Sirmo aveva evacuato le donne e i bambini del suo popolo sull'isola di Peuke, nel delta del Danubio, e intendeva anch'egli con i suoi combattenti ivi svignarsela. Così un grosso gruppo delle truppe fuggì sul fiume Rositsa (Lyginos) direttamente nella direzione di marcia dei Macedoni sopravvenienti. Per poter resistere a questi ultimi, i Triballi si ritirarono in una zona boscosa sulle rive del fiume, nella quale essi speravano di annullare la compattezza della falange macedone. Ma Alessandro e il suo esercito non si fecero attirare nel bosco e si posizionarono su una pianura davanti a loro, fiancheggiati dal grosso degli Eteri comandati da Filota, alla loro destra, e dagli squadroni degli Eraclidi e dei Sopoli alla loro sinistra. Alessandro mandò poi in avanti suoi arcieri e frombolieri, che con frecce e sassi dovevano provocare i Triballi ad uscire dal bosco. Effettivamente questa tattica funzionò e i Triballi, poco corazzati e armati con armi leggere, si fecero attirare sul campo di battaglia, ove furono sconfitti senza speranza. Circa 3 000 di essi furono uccisi, mentre tra i Macedoni i caduti furono solo 40 fanti e 11 cavalieri.

### Contro i Geti sul Danubio
Dopo tre giorni di marcia i Macedoni raggiunsero il delta del Danubio, sulla cui isola di Peuke, ove i reduci Triballi, con le loro famiglie e anche alcuni Traci, erano fuggiti. Di là Alessandro fece requisire alcune imbarcazioni a Bisanzio, sulle quali fece imbarcare arcieri e fanteria pesante (pezhetairoi) e con le quali fece rotta verso l'isola di Peuke. I Triballi incontrati sulla rotta su piccole imbarcazioni furono rapidamente sconfitti. Egli tuttavia rinunciò infine ad uno sbarco sull'isola, poiché la corrente si dimostrava troppo pericolosa e le postazioni su terra troppo ben difese. Inoltre nel frattempo i Geti si erano appostati sulla riva nord del Danubio con 10 000 fanti e 4 000 cavalieri, che rappresentavano per Alessandro una grossa sfida. Ai Triballi rifugiatisi sull'isola di Peuke fu così risparmiato il destino che era stato riservato ai Traci.
I Geti osservavano i movimenti dei Macedoni sulla riva meridionale e impedivano così il loro attraversamento. Dopo che gli esploratori di Alessandro avevano trovato lungo il corso del fiume una posizione favorevole, egli sbarcò in sicurezza, di notte, con 4 000 fanti e 1 400 cavalieri sulla riva nord. Alla posizione in questione era prossimo un campo di grano, nel quale i Macedoni subito si nascosero. Per non venire scoperti i fanti dovettero tenere orizzontali le loro lunghe lance (sarisse) mentre i cavalieri dovettero scendere dalle loro cavalcature. I Geti si accorsero dello stratagemma solo dopo che i Macedoni, il giorno successivo, lasciarono il campo di grano in formazione di quadrato con la cavalleria al loro fianco. Nonostante la loro superiorità numerica, i Geti fuggirono, a causa di questa sorpresa, nella loro città e poiché questa non era fortificata in modo inaccessibile, caricarono mogli e figli sui cavalli e fuggirono nelle ampie steppe dell'Ucraina. Alessandro poté così entrare senza combattere nella città dei Geti, che fece distruggere. Egli consegnò il bottino di salmerie abbandonate colà dai Geti in fuga ai suoi ufficiali Meleagro e Filippo, che le avrebbero trasportate in patria.
Dopo la sua vittoria, Alessandro ricevette sul Danubio i legati degli sconfitti Traci, Triballi e Geti, che chiedevano la pace e promettevano ubbidienza e tributi. La prima fase della campagna era così terminata con successo. In ringraziamento della sua vittoria, Alessandro offrì sacrifici al suo antenato Eracle e a Zeus, come anche alla divinità del fiume, per averlo potuto attraversare indenne.

### Contro i Dardani e i Taulanti, l'assedio di Pelion
Già sul Danubio Alessandro aveva appreso dell'insurrezione dei Dardani e dei Taulanti, il re del primo dei quali, Cleito, aveva già occupato la città di confine Pelion, che era la miglior posizione di accesso alla Macedonia. Egli quindi marciò il più velocemente possibile lungo il corso superiore del fiume Struma, attraverso la valle dell'Assio nella direzione di Pelion e attraverso il territorio delle popolazioni a lui fedeli degli Agriani e dei Peoni, situato nell'attuale Macedonia del Nord. I Macedoni intendevano anche attaccare nel corso della loro marcia i ribelli Autariati (una delle tribù illiriche, residenti nel nord dell'attuale Albania), ma ci pensò prima il principe agriano Langaro, che prontamente li aveva posti sotto assedio. Per quest'azione egli si guadagnò la stima di Alessandro, che gli promise in moglie la sua sorellastra Cynane, vedova di Aminta IV, ma il principe si ammalò e morì appena rientrato nel suo territorio.
Dall'Assio i Macedoni raggiunsero infine, marciando lungo il fiume Erigone, probabilmente nel tardo luglio o ai primi di agosto del 335 a.C., la confluenza con il fiume Devoli e la pianura della città di Pelion, coincidente con l'attuale località dell'Albania di Poloskë, sita circa sedici chilometri a est di Coriza e un po' a sud di Bilisht, non lontano dall'attuale confine con la Grecia. I Dardani, che già li stavano aspettando al comando di Cleito, avevano occupato le creste montuose, strategicamente importanti, che circondano la città. Alessandro li attaccò e li spinse dietro le mura della città, che egli con il suo esercito circondò strettamente. Dopo che i Dardani erano stati cacciati dalle loro postazioni, i Macedoni trovarono un luogo sacrificale ove i Dardani avevano sacrificato tre giovani donne, tre giovanotti e tre caproni neri come offerta agli dei per la loro vittoria. Il giorno dopo, al comando del loro re Glaucia, giunsero davanti a Pelion i Taulanti, che avevano appena occupato le creste montuose dalle quali i Dardani erano stati appena cacciati via, quindi i Macedoni si trovarono in una posizione strategicamente sfavorevole. Poiché i Dardani stavano nella città dinnanzi a loro e i Taulanti erano alle loro spalle sulle alture, i Macedoni erano minacciati da due lati, cosicché osarono attaccare la città.
In queste situazioni gli eserciti per il momento tenevano le loro posizioni, ma per i Macedoni in particolare, si pose il problema degli approvvigionamenti di vettovaglie. Perciò Alessandro inviò Filota con una parte della cavalleria e dei carri in una vicina zona fertile della pianura, forse nella vicina Korça, per procurarsi derrate fresche. Ma ciò non sfuggì a Glaucia, che con i suoi guerrieri seguì Filota e lo accerchiò nella valle. Per salvare Filota Alessandro lo raggiunse con arcieri, portascudo, truppe ausiliarie agriane e 400 soldati a cavallo, per cui Glaucia rinunciò ad un attacco contro Filota e con i suoi Taulanti tornò alle sue creste dei monti intorno a Pelion.
Alessandro e Filota rientrarono al campo dinnanzi alla città, senza aver potuto però recuperare sufficienti derrate alimentari. Perciò Alessandro decise di attaccare Pelion al più presto. Così, il più silenziosamente possibile, fece prendere posizione alla sua falange, per un'ampiezza di 100 righe e una profondità di 120, da entrambe le parti, ciascuna con un appoggio di 200 cavalieri. Con brevi ma chiari ordini inviati, fece condurre la formazione in ordine lento in varie manovre, che potevano essere osservate dagli Illiri dalle mura della città come dai monti circostanti. Infine egli condusse la formazione contro il primo monte che aveva di fronte e ordinò che i suoi guerrieri battessero le loro lance contro gli scudi e lanciassero il loro grido di battaglia. Ciò impressionò i Taulanti ivi posizionati a tal punto, da ritirarsi dal monte per rifugiarsi nella più sicura città. Quindi Alessandro lanciò la sua guardia personale (agèma) di cavalleria e fanteria contro il secondo monte, ove i Taulanti, per la prima volta opposero resistenza, ma poi furono sconfitti. Il versante montano occupato fu assicurato con la presenza di 2 000 tra agriani e arcieri. Infine i monti dall'altra parte della valle dovettero essere conquistati, ma bisognava attraversare il fiume Devoll. Alessandro inviò prima 2 000 portacudo come truppe di sicurezza, che avrebbero dovuto essere seguite dalla falange. Qui i Taulanti rimasti riconobbero un'opportunità: dalla loro ultima posizione sui monti sciamarono a valle per dar battaglia ai Macedoni mentre attraversavano il fiume. Questo attacco spinse i Macedoni ad una maggior compattezza durante il loro attraversamento. Alessandro, rimasto sulla riva di partenza del fiume, ordinò di portare la sua macchina da guerra (mēchanai) sulla riva, che doveva con i suoi lanci di fuoco offrire appoggio alla falange. Non si trattava di una catapulta, bensì di un tipo primitivo di balista, che con il suo tiro poteva raggiungere distanze di varie centinaia di metri. Questo rappresentò il più antico impiego conosciuto di artiglieria nella storia della guerra. Inoltre fu ordinato agli arcieri, di provvedere da lì ad un "fuoco di copertura". In questo modo, secondo Arriano, neanche un macedone cadde durante l'attraversamento. Tre giorni dopo Illiri e Macedoni si trovarono di fronte per l'ultima battaglia. Cleito aveva abbandonato con i suoi Dardani Pelion, si era riunito ai Taulanti e aveva assicurato le loro posizioni con una palizzata. Ma Alessandro circondò questo muro durante un attacco notturno con un nuovo attraversamento del fiume, con i suoi portatori di scudo, arcieri Agriani e due divisioni di pezhetairoi al comando di Perdicca e del generale Ceno e sopraffece gli sbalorditi Illiri della riva opposta. Questi iniziarono subito a fuggire sui monti, gettando via, per alleggerirsi, le armi. Cleito fuggì ancora una volta a Pelion e, trovando la città deserta, decise di incendiarla. In seguito fuggì con i suoi Dardani e i Taulanti di Glaucia a Durazzo. Le loro salmerie rimasero nelle mani dei Macedoni come bottino di guerra.

## Fine della campagna
Come fa notare Diodoro Siculo, Alessandro, dopo la vittoria sugli Illiri, aveva sottomesso tutte le popolazioni barbare che confinavano con la Macedonia. In effetti da questa parte, per tutto il lungo periodo di assenza di Alessandro a causa della sua campagna in Asia, non vi fu alcuna minaccia. I contemporanei furono stupiti da questa campagna militare per la rapidità con cui era stata condotta: in poche settimane Alessandro aveva sottomesso le popolazioni selvagge, contro le quali il padre Filippo aveva a lungo combattuto e contro le quali i suoi antenati erano stati occasionalmente sconfitti. L'allora solo ventunenne re riuscì in questa occasione per la prima volta a dimostrare di fronte ai Macedoni il suo talento di comandante, che per un re di quel tempo era un'indispensabile premessa per la sua sovranità. Egli aveva avuto una rapida risolutezza, attitudine al rischio e visione d'insieme anche in situazioni di pericolo, qualità che diventarono caratteristiche della sua famosa campagna. Anche personalmente egli non aveva avuto riguardo per sé stesso, nel seguire in battaglia il suo modello di conduttore, per cui egli contro gli Illiri rimase due volte ferito: una volta da un sasso lanciato sul suo capo coperto da elmo e un'altra da un colpo di clava alla nuca.
Ancora sul campo di battaglia di fronte a Pelion distrutta, Alessandro venne a sapere della defezione di Tebe dalla lega di Corinto, che era stata promossa dal politico ateniese Demostene, tra l'altro sostenendo che egli fosse morto combattendo contro i Triballi. Per impedire la minaccia di un collasso dell'egemonia macedone, egli marciò in dodici giorni con il suo esercito da Pelion verso la Beozia, ove pose l'assedio a Tebe.